# Lochovice
Lochovice település Csehországban, a Berouni járásban. Lochovice Hostomice, Rpety, Praskolesy, Jince, Neumětely, Lhotka, Kotopeky, Otmíče és Libomyšl településekkel határos. Lakosainak száma 1366 fő (2024. január 1.).

## Népesség
A település lakosságának változását az alábbi diagram mutatja:
| Lakosok száma | 1637 | 1869 | 1760 | 1408 | 1328 | 1047 | 1152 | 1214 | 1322 | 1366 |
|               | 1869 | 1890 | 1921 | 1950 | 1980 | 2001 | 2017 | 2019 | 2022 | 2024 |